# Monte Herbert
Il Monte Herbert è uno stratovulcano che costituisce interamente l'omonima isola appartenente all'Arcipelago delle Aleutine. Il vulcano, di cui non si riportano eruzioni storiche, è formato da un'ampia caldera.